# New Straits Times
New Straits Times – malezyjski dziennik ukazujący się w języku angielskim. Został założony w 1845 roku i jest najstarszą wciąż wydawaną gazetą w kraju.